# BD Bacata
Les BD Bacata towers sont deux gratte-ciel en construction à Bogota en Colombie. Leur achèvement est prévu pour le second semestre 2020. La tour Sud s'élèvera à 260 mètres et abritera un hôtel et des résidences, la tour Nord s'élèvera à 216 mètres et abritera des résidences ainsi que des bureaux. 